# 남부기린
남부기린(南部麒麟, 학명: Giraffa giraffa)은 기린과의 포유동물이다. 남아프리카의 토착종이다. 남아프리카공화국과 앙골라, 나미비아, 보츠와나, 잠비아, 짐바브웨 그리고 모잠비크에 분포한다.
둥글거나 부스럼 형태의 반점을 갖고 있으며, 일부는 반점이 연한 황갈색 바탕에 별 모양으로 펼쳐져 있으며 불룩한 배까지 아래로 이어진다. 한때는 집단적으로 북부기린(Giraffa camelopardalis)의 아종으로 간주했지만, 최근에는 재구성된 기린속에 속하는 별도의 종들의 하나로 인식되고 있다. 추산된 개체군은 약 44,500마리로 이루어져 있다. 국제 자연 보전 연맹(IUCN)은 모든 기린 종을 "취약근접종"으로 간주하고 있다.

## 아종
2종의 아종을 포함하고 있다.
- 앙골라기린 또는 나미비아기린 (G. g. angolensis)
- 남아프리카기린 (G. g. giraffa)